# Pelourinho de Cabeçais
O Pelourinho de Cabeçais localiza-se na escadaria de acesso à Capela de Nossa Senhora da Saúde, no lugar de Cabeçais, freguesia de Fermedo, município de Arouca, Área Metropolitana do Porto, Região do Norte.
Encontra-se classificado como Imóvel de Interesse Público desde 1933.
Trata-se de reconstituição datada de 1932, do desaparecido pelourinho, coevo do foral concedido por D. Afonso III a Cabeçais em 1275. É formado por uma base quadrangular onde assenta um fuste cilíndrico e liso, rematado por gola e esfera esculpida com as armas nacionais, de forma invertida.